# Noppon Saengkham
Noppon Saengkham (Samut Prakan, 15 luglio 1992) è un giocatore di snooker thailandese.

## Carriera
Professionista dal 2010, ha raggiunto le semifinali al Six-Red World Championship 2015, al Welsh Open 2018 e al World Open 2018.
Il 14 febbraio 2019 Saengkham ha realizzato il suo primo 147 in carriera contro Mark Selby al Welsh Open.

## Ranking[6]
| Stagione  | Ranking iniziale | Ranking finale |
| --------- | ---------------- | -------------- |
| 2010-2011 | Non classificato | 92             |
| 2013-2014 | Non classificato | 98             |
| 2014-2015 | 69               | 71             |
| 2015-2016 | Non classificato | 83             |
| 2016-2017 | 69               | 64             |
| 2017-2018 | 64               | 52             |
| 2018-2019 | 52               | 38             |
| 2019-2020 | 38               | 32             |
| 2020-2021 | 32               |                |

### Break Massimi da 147: 1[7]
| N° | Anno | Competizione | Avversario | Note  |
| -- | ---- | ------------ | ---------- | ----- |
| 1  | 2019 | Welsh Open   | Mark Selby | [ 5 ] |